# Conde da Lobata
O título de Conde da Lobata foi criado por decreto de 1 de Julho de 1886 do rei D. Luís I de Portugal a favor de João António de Macedo Araújo e Costa, 1º conde da Lobata, único titular.

## Titulares
1. João António de Macedo Araújo e Costa, 1º conde da Lobata